# Lak, Borsod-Abaúj-Zemplén
Lak este un sat în districtul Edelény, județul Borsod-Abaúj-Zemplén, Ungaria, având o populație de 673 de locuitori (2011). 

## Demografie
Componența etnică a satului Lak
     Maghiari (61,58%)
     Romi (38,42%)
Componența confesională a satului Lak
     Romano-catolici (54,68%)
     Reformați (22,29%)
     Greco-catolici (3,12%)
     Fără religie (1,63%)
     Necunoscută (18,28%)
Conform recensământului din 2011, satul Lak avea 673 de locuitori. Din punct de vedere etnic, majoritatea locuitorilor (61,58%) erau maghiari, cu o minoritate de romi (38,42%).  Din punct de vedere confesional, majoritatea locuitorilor (54,68%) erau romano-catolici, existând și minorități de reformați (22,29%), greco-catolici (3,12%) și persoane fără religie (1,63%). Pentru 18,28% din locuitori nu este cunoscută apartenența confesională.